# Monestier, Ardèche
Monestier är en kommun i departementet Ardèche i regionen Auvergne-Rhône-Alpes i sydöstra Frankrike. Kommunen ligger  i kantonen Annonay-Sud som ligger i arrondissementet Tournon-sur-Rhône. År 2022 hade Monestier 59 invånare.

## Befolkningsutveckling
Antalet invånare i kommunen Monestier
Referens: INSEE